# 陈陶
陈陶（812年—885年），字嵩伯，福建南平县（今福建省南平市延平区）人。唐朝诗人。
陈陶生於晚唐元和七年（812年），工於樂府詩。曾游学长安。大和初，南游，足跡遍於江南、嶺南等地。其作品《陇西行》有“可怜无定河边骨，犹是春閨梦裡人。”之句，选入《唐诗三百首》，是唯一入選的福建籍詩人作品。晚年隐于洪州西山（今江西南昌）。其事迹与南唐另一位陈陶相混，均隱居洪州西山，後人多将二人混为一人。光启元年（885年），去世。方干、杜荀鶴、曹松有哭陳陶詩。后世学者疑陈陶即“八仙”中之蓝采和之原形。著有《文錄》10卷，已佚。後人輯有《陳嵩伯詩集》1卷。